# Bill Vanders
Bill Vanders, accreditato anche come William Vanders e Bill Wanders (Amburgo, 7 novembre 1925 – 2007), è stato un attore tedesco attivo principalmente nel cinema italiano.

## Biografia
Tra i suoi ruoli più significativi nel cinema, quelli in La caduta degli dei dove interpreta il commissario, in Mussolini ultimo atto dove interpreta il tenente Hans Fallmeyer e in Anche gli angeli mangiano fagioli, dove interpreta il tenente Mackintosh.

## Filmografia
- Killer calibro 32, regia di Alfonso Brescia (1967)
- Devilman Story, regia di Paolo Bianchini (1967)
- Omicidio per appuntamento, regia di Mino Guerrini (1967)
- La più grande rapina del West, regia di Maurizio Lucidi (1967)
- Troppo per vivere... poco per morire, regia di Michele Lupo (1967)
- Rose rosse per il führer, regia di Fernando Di Leo (1968)
- Probabilità zero, regia di Maurizio Lucidi (1968)
- L'oro di Londra, regia di Guglielmo Morandi (1968)
- Acid - Delirio dei sensi, regia di Giuseppe Maria Scotese (1968)
- Quella carogna dell'ispettore Sterling, regia di Emilio Miraglia (1968)
- Testa di sbarco per otto implacabili, regia di Alfonso Brescia (1968)
- La verità difficile, regia di Sergio Pastore (1968)
- 5 per l'inferno, regia di Gianfranco Parolini (1969)
- Assassination, regia di Emilio Miraglia (1969)
- Una sull'altra, regia di Lucio Fulci (1969)
- La caduta degli dei, regia di Luchino Visconti (1969)
- Scacco internazionale, regia di Giuseppe Rosati (1969)
- Rosolino Paternò, soldato, regia di Nanni Loy (1970)
- Corbari, regia di Valentino Orsini (1970)
- Il sasso in bocca, regia di Giuseppe Ferrara (1970)
- Il furto del Raffaello, episodio di K2 + 1, regia di Luciano Emmer (1971) - serie telefilm
- La statua (The Statue), regia di Rod Amateau (1971)
- Kapt'n Rauhbein aus St. Pauli, regia di Rolf Olsen (1971)
- Gli fumavano le Colt... lo chiamavano Camposanto, regia di Giuliano Carnimeo (1971)
- Un uomo chiamato Dakota, regia di Mario Sabatini (1972)
- La notte dei diavoli, regia di Giorgio Ferroni (1972)
- Anche gli angeli mangiano fagioli, regia di E.B. Clucher (1973)
- Mussolini ultimo atto, regia di Carlo Lizzani (1974)
- L'altra metà del cielo, regia di Franco Rossi (1977)
- Il grande attacco, regia di Umberto Lenzi (1978)
- Duri a morire, regia di Joe D'Amato (1979)